# Ошколь
Ошколь (хак. Оскӧл/Ошкӧл) — озеро, расположено в 10 км северо-западнее посёлка Чёрное озеро Ширинского района Хакасии, в правобережной части долины реки Чёрный Июс. Вытянуто в субмеридиональном направлении.
Площадь водного зеркала 4,325 км², длина береговой линии 9,4 км, объём воды 0,012 км³. Абсолютная отметка уреза воды 482,4 м. Юго-западный берег заболочен. Во время летних паводков Ошколь соединяется протоками с рекой Чёрный Июс.
Замерзает в конце октября — начале ноября, вскрывается в начале мая. Используется в рекреационных и хозяйственно-бытовых целях.

## Достопримечательности
По озеру названа Ошкольская писаница, расположенная около посёлка Талкин Ключ.
Напротив озера в горном массиве расположены пещеры, в которых были схроны оружия Колчака.